# Staaken R.VI
Staaken R.VI – niemiecki ciężki bombowiec z okresu I wojny światowej, największy seryjnie produkowany bombowiec tego okresu. Jego dostawy sięgnęły 18 egzemplarzy (wyłączając wodnosamoloty).

## Historia
Staaken R.VI był pierwszym seryjnie produkowanym bombowcem firmy Zeppelin i chociaż zbudowano 18 egzemplarzy tej maszyny, to tylko sześć zostało ukończonych przez macierzystą wytwórnię. Pierwsze loty odbyły się w 1916, w 1917 samolot przyjęto do służby, a w 1918 wycofano go ze służby.

## Użycie bojowe
Bombowce R.VI stały się podstawowym wyposażeniem dwóch Riesenflugzeugabteilungen (oddziałów gigantycznych bombowców): Rfa 500 i Rfa 501, których zadaniem były naloty na Francję i Wielką Brytanię. Samoloty te okazały się nadzwyczaj skuteczne, mimo to, że 11 z 18 maszyn stracono (tylko 2 w wyniku działań wroga). Z samolotów, które przetrwały wojnę, kilka było wykorzystywanych jako maszyny cywilne.